# Leptosiphon ciliatus
Leptosiphon ciliatus är en blågullsväxtart. Leptosiphon ciliatus ingår i släktet Leptosiphon och familjen blågullsväxter.

## Underarter
Arten delas in i följande underarter:
- L. c. ciliatus
- L. c. neglectus